# Аржаков Степан Максимович
Степан Максимович Аржаков (нар. 10 листопада 1899, місто Вілюйськ Якутської області, тепер Республіка Сахи (Якутії), Російська Федерація — розстріляний 17 травня 1942, табір «Дальбуду» НКВС СРСР) — радянський діяч, голова Ради народних комісарів Якутської АРСР. Депутат Верховної Ради СРСР 1-го скликання (1937—1939).

## Біографія
Закінчив місіонерську приходську школу, Вілюйське вище початкове училище. З 1915 по березень 1918 року вчився в Якутській вчительській семінарії.
Член РСДРП(б) з березня 1917 року.
З травня по серпень 1918 року — комісар ЦВК Рад Сибіру (Центросибір) у Вілюйському повіті Якутської області.
У грудні 1919 — березні 1920 року — уповноважений Якутського військово-революційного штабу у Вілюйському окрузі.
У березні — червні 1920 року — голова Якутської губернської слідчої комісії.
У червні — серпні 1920 року — уповноважений Якутського губернського продовольчого комітету у Вілюйському окрузі.
У серпні 1920 — травні 1921 року — слухач курсів при Комуністичному університеті імені Свердлова в Москві.
У липні 1921 — травні 1922 року — уповноважений Якутського губернського революційного комітету і надзвичайної комісії (ЧК), начальник особливого відділу при зведеному загоні РСЧА.
З березня 1922 року — начальник Якутського губернського відділу ДПУ. У червні 1922 — січні 1923 року — член Якутського губернського революційного комітету.
У січні 1923 — листопаді 1924 року — народний комісар внутрішніх справ Якутської АРСР.
Одночасно у червні — грудні 1924 року — голова Ради народних комісарів Якутської АРСР.
У грудні 1924 — червні 1926 року — народний комісар торгівлі і промисловості Якутської АРСР.
У січні 1926 року виконував обов'язки відповідального секретаря Якутського обласного комітету ВКП(б).
У червні 1926 — березні 1930 року — студент Московського промислово-економічного інституту імені Рикова.
У червні 1930 — січні 1932 року — народний комісар постачання Якутської АРСР.
У січні 1932 — серпні 1937 року — народний комісар землеробства Якутської АРСР.
У серпні 1937 — липні 1938 року — голова Ради народних комісарів Якутської АРСР.
Обирався делегатом XVI і XVII Надзвичайного Всеросійських, також IV і VIII Надзвичайного Всесоюзних з'їздів Рад. Член Ради національностей ЦВК СРСР сьомого скликання. Член ЦВК Якутської АССР I—VIII скликань, член бюро Якутського обкому ВКП(б), делегат XIII з'їзду РКП(б), першої сибірської крайової партійної конференції (1924).
Заарештований 5 лютого 1939 року. Засуджений під час «процесу двадцяти п'яти» в квітні — травні 1940 року до страти. Постановою Особливої наради НКВС СРСР від 17 травня 1941 року смертний вирок замінили засланням у виправно-трудовий табір на 8 років. Етапований в селище Певек. У 1942 році кримінальну справу проти Аржакова відновили і 5 березня 1942 року його засудив до найвищої кари Військовий трибунал військ НКВС по Дальбуду. Розстріляний 17 травня 1942 року.
Реабілітований 31 березня 1956 року рішенням Президії Верховного суду Якутської АРСР.